# Henry Waechter
Henry Carl Waechter (Epworth, 13 febbraio 1959) è un ex giocatore di football americano statunitense che ha giocato nel ruolo di defensive lineman nella National Football League (NFL). Al college ha giocato a football all'Università del Nebraska-Lincoln.

## Carriera
Waechter fu scelto dai Chicago Bears nel corso del settimo giro (173º assoluto) del Draft NFL 1982. Vi giocò per una stagione, prima di spostarsi per due anni ai Baltimore/Indianapolis Colts. Fece ritorno ai Bears nel 1984 e l'anno successivo vinse il Super Bowl XX, in cui segnò gli ultimi due punti della sua squadra grazie a una safety sul quarterback dei New England Patriots Steve Grogan. Si ritirò dopo avere passato la stagione 1987 coi Washington Redskins.

## Palmarès
- Super Bowl : 1

Chicago Bears: Super Bowl XX
- National Football Conference Championship: 1

Chicago Bears: 1985

## Statistiche
| Sack       | 7,0 |
| Intercetti | 0   |